# Nycteola abstrusa
Nycteola abstrusa är en fjärilsart som beskrevs av Turner 1909. Nycteola abstrusa ingår i släktet Nycteola och familjen trågspinnare. Inga underarter finns listade i Catalogue of Life.